# Anthrax neonanus
Anthrax neonanus är en tvåvingeart som beskrevs av Neal L. Evenhuis och Greathead 1999. Anthrax neonanus ingår i släktet Anthrax och familjen svävflugor.
Artens utbredningsområde är Zimbabwe. Inga underarter finns listade i Catalogue of Life.